# Fontanna z Czaplą w Lwówku Śląskim
Fontanna z Czaplą (niem. Reiher-Brunnen/Springbrunnen) – najokazalsza fontanna spośród czterech zlokalizowanych w Lwówku Śląskim. Fontanna wykonana jest z szarego granitu strzegomskiego. Fontanna znajduje się w południowej części Lwówka Śląskiego – na plantach (skwer Piłsudskiego) przy klasztorze franciszkanów.

## Informacje
Fontanna powstała podczas przebudowy części murów obronnych w XIX wieku i organizacji plant miejskich; początkowo nie posiadała rzeźby czapli.
Do 2018 Fontanna z Czaplą była obiektem częściowo zdewastowanym i nieużywanym. Brakowało też rzeźby czapli - centralnej części fontanny o charakterze wodotrysku.
W dniu 31 lipca 2017 r. w Urzędzie Gminy i Miasta Lwówek Śląski odbyło się uroczyste podpisanie umowy gwarantującej przyznanie środków finansowych na realizację projektu pod nazwą: „Rewaloryzacja murów obronnych wraz z terenem przyległym w Lwówku Śląskim”. W ramach tego projektu w 2018 roku wykonano renowację Fontanny z Czaplą na Lwóweckich Plantach. Podczas prac został odkryty fragment murów obronnych Lwówka Śląskiego.
W dniu 22.11.2018 została zamontowana nowa rzeźba czapli autorstwa Przemysława Wolnego. Odlew rzeźby wykonany z brązu został odlany przez Artystyczną Odlewnie Metali Art-Odlew w Opolu. Rzeźba znajduje się na wyspie z kamiennych głazów narzutowych pochodzenia polodowcowego. Kamienne zwieńczenie cembrowiny wodotrysku wykonano z profilowanych i szlifowanych elementów szarego granitu strzegomskiego o drobnym uziarnieniu. Inwestycja kosztowała ponad półtora miliona złotych.
Obecnie fontanna jest iluminowana światłami ledowymi, a w miesiącach zimowych ogradzana, by zapobiec dewastacji i używaniu jej niezgodnie z przeznaczeniem.
Przy fontannie odbywają się cykliczne wydarzenia koncertowe.